# Рехимабад
Рехимабад (перс. رحیمآباد) — город в Иране, в бахще Рехимабад шахрестана Рудсар остана Гилян. Район Рехимабада соединен с бахщем Калачай на севере, с останом Казвин и городом Рудбар на юге, с городом Рамсар на востоке, а также с городами Амляш и Сияхкаль на западе. К северо-западу от города располагается крепость Самамус. Рехимабад находится в 9 км от Каспийского моря. Этот город также расположен у подножья горы Самамус и около реки Пол-е Руд. С давних пор Рехимабад является местом зимовки шейхов племен ашкур. В прошлом Рехимабад славился померанцевыми садами, сегодня он известен по выращиваемым в нём цитрусовым и чаю.

## Знаменитые люди
Среди знаменитых людей Рехимабада можно указать на аятоллу Толюи-Гилани, аятоллу Маасуми, врача Аббаса Максуди, а также известного художника Саэда Фарси-Рехимабади.

## Достопримечательности
Среди природных достопримечательностей Рехимабада надо упомянуть водопад Милаш, водопад и ущелье Асманруд-е Майестан-е Пайин, минеральный источник Саджиран, каменный бассейн Вафар (Кушкулат), реку Самущ, сосновый бор, лес Люруста-йе Базнещин, лес Люлеман. Неподалеку от Рехимабада, в деревне Санджиран, находится пещера Санджиран.

## Динамика населения
В городе зафиксирован самый высокий уровень грамотности в остане Гилян. К настоящему времени многие коренные жители города разъехались по другим населенным пунктам Ирана. Жители города делятся на три племени: Джур-Хайати (Верхние Хайати), Ман-Хайати (Средние Хайати) и Джир-Хайати (Нижние Хайати). Ман-Хайати считаются также частью племени хезарасб, имеющего древнюю историю и кочевавшего не только вокруг территории ашкуров, но и в Лурестане, Хорезме и Абркухе. Самый древний купол в Иране (купол Али-Абркух) был изготовлен одним из членов племении хезарасб в X в. Структура города отличается от той, которую он имел 30 лет назад, и сегодня большинство его населения составляют переселенцы из соседних деревень.
По населению Рехимабада существуют данные трех последних иранских переписей: 25 октября 1996 г., 25 октября 2006 г., и 24 октября 2011 г. Он судя по этим данным имел достаточно необычную динамику населения: соответственно, 8127 человек, 7007 человек и 8719 человек. В 1996—2006 гг. темпы роста были отрицательными: −1,5 % в год, а в 2006—2011 гг. уже положительными и притом крайне высокими: +4,5 % в год. Всего за рассматриваемый период численность населения города увеличилась на 592 человека, или всего на 7 % (+0,5 % в среднем за год). Совершенно очевидно, что в первое десятилетие огромную роль в динамке населения города сыграла эмиграция — массовый выезд из него, а в последовавшее за ним пятилетие — наоборот, очень значительная иммиграция: за счет одной лишь рождаемости, тем более в Гиляне, где этот показатель в среднем крайне низок, достичь таких исключительно высоких темпов роста не представляется возможным.
В 2011 году были получены и данные по половому составу жителей Рехимабада. Оказалось, что в городе, в отличие от ситуации по всему Ирану в целом, в населении преобладают женщины: в нём насчитывалось 4435 женщин и 4284 мужчины, или на 100 женщин — 97 мужчин. График населения города демонстрирует заметное падение за десятилетие 1996—2006 гг., а затем на графике фиксируется значительный подъём, не только компенсировавший снижение, но и давший определённый прирост, так что в итоге значение за 2011 г. оказывается несколько выше 1996 г.